# هناء مايزل
هناء مايزل ولدت في غرودنو بالإمبراطورية الروسية، وهاجرت إلى فلسطين في عام 1909، خلال الهجرة الثانية، حيث أصبحت مهندسة زراعية مشهورة. كانت مايزل مؤسسة حفات المدرسة الزراعية في طبريا مزرعة في عام 1911 (مغلقة في عام 1917)، والمدرسة الزراعية للفتيات في نهلال (افتتح في 1929). درست الزراعة والعلوم الطبيعية في أوديسا وسويسرا وفرنسا.
قدمت مايزل مساهمات كبيرة للجناح النسوي للحركة الصهيونية. كانت عضوًا في بول زون وانتخبت في مجلس النواب. كانت متزوجة من إليعازر شوحط، وهو أيضًا شخصية معروفة في الحركة الصهيونية، مثل شقيقه يسرائيل شوحط. توفيت هناء مايزل في نهاية عام 1972.